# Nereida Brito
Nereida Brito es una deportista venezolana que compitió en judo. Ganó una medalla de plata en los Juegos Panamericanos de 1983, en la categoría de –61 kg.

## Palmarés internacional
| Juegos Panamericanos | Juegos Panamericanos | Juegos Panamericanos | Juegos Panamericanos |
| Año                  | Lugar                | Medalla              | Categoría            |
| -------------------- | -------------------- | -------------------- | -------------------- |
| 1983                 | Caracas (Venezuela)  | Medalla de plata     | –61 kg               |